# Michel Croz
Michel Auguste Croz (22 de abril de 1830, Le Tour, valle de Chamonix – 14 de julio de 1865, Cervino) fue un guía de montaña francés y participó en la primera ascensión de muchas montañas en los Alpes occidentales durante la edad de oro del alpinismo. Se le recuerda principalmente por su muerte en el primer ascenso del Cervino, y por subir montañas en compañía de Edward Whymper.

## Carrera como guía
Croz empezó su carrera como guía en el año 1859 cuando fue contratado por William Mathews para un ascenso al Mont Blanc. Además de haber hecho algunas primeras ascensiones de algunas de las montañas de los Alpes más significativas, como la Grande Casse, el Monviso, la Barre des Écrins y la Aiguille d'Argentière – también hizo la primera travesía de muchos puertos de montaña o cols, anteriormente no superados, incluyendo el col des Ecrins, el col du Sélé y el col du Glacier Blanc en el macizo des Écrins (todos en 1862 con Francis Fox Tuckett, Peter Perren y Bartolomméo Peyrotte). En 1863, ascendió las Grandes Rousses con William Mathews, Thomas George Bonney y su hermano Jean-Baptiste Croz, y en 1864 hizo la primera travesía de la brèche de la Meije y la primera travesía del col de la Pilatte (con Edward Whymper, Horace Walker, A. W. Moore y el guía de Saas-Fee Christian Almer). En la expedición posterior, Whymper más tarde escribió,

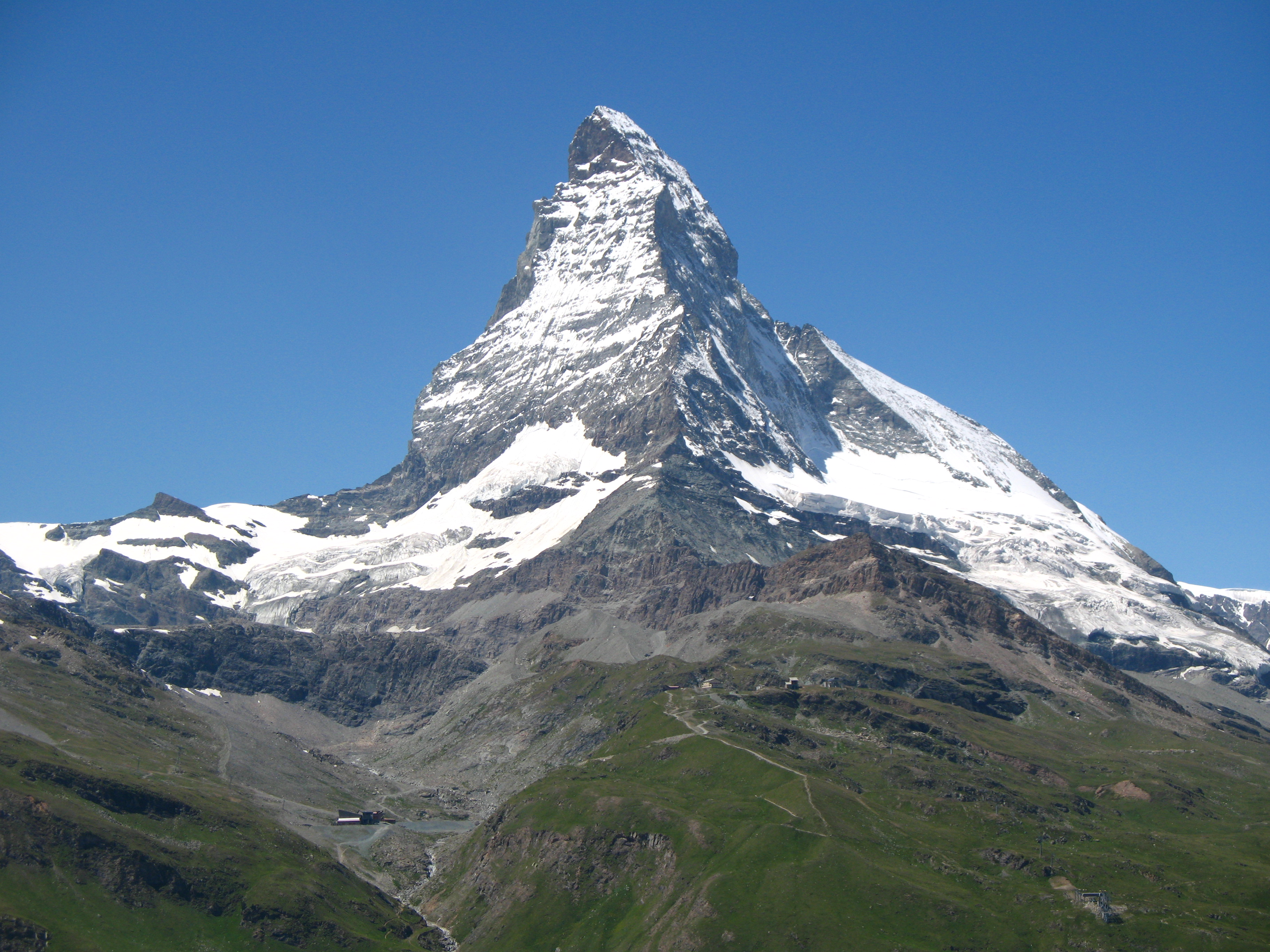
El Cervino. El accidente fatal que aconteció en las laderas nevadas al sol en la cima derecha de la montaña.

No puedo cerrar este capítulo sin rendir homenaje a la habilidad con la que Croz nos guio, a través de una niebla densa, hasta abajo, a los restos del glaciar de la Pilatte. Una tal exhibición de fuerza y habilidad ha sido raras veces superada en los Alpes o cualquier otro lugar. En este glaciar casi desconocido y muy inclinado, se sentía perfectamente cómodo, incluso en la niebla. Incapaz de ver más allá de 50 pies, aun así siguió adelante con la mayor certidumbre, y sin tener que volver atrás un solo paso; y mostró desde el principio hasta el final un consumado conocimiento de los materiales con los que trataba.

## Accidente en el Cervino
Después de ocho intentos infructuosos en el Cervino, empezando en el año 1861, Whymper fue llamado a Londres en el verano de 1864 y ofreció los servicios de Croz a su amigo Adams-Reilly, aconsejándole que hiciera un intento en la montaña (los tres habían estado en una cordada que hizo la primera ascensión al Mont Dolent aquel año). Esto nunca llegó a nada, y al año siguiente Croz estaba de nuevo contratado por Whymper. Junto con Christian Almer y Franz Biner hicieron el primer ascenso del Grand Cornier, y el primer ascenso de la Punta Whymper en las Grandes Jorasses.
En el Cervino, Croz y Whymper intentaron una ruta a través de un couloir en la cara sudeste pero no tuvieron éxito. Croz luego tuvo que cumplir un compromiso con Charles Hudson, durante el cual – junto con T. S. Kennedy – hicieron la primera ascensión de la arista Moine de la Aiguille Verte, mientras Whymper intentaba unir fuerzas con el guía de Valtournenche Jean-Antoine Carrel. Cuando esto resultó imposible (Carrel en lugar de ello lideró a un grupo italiano en un intento de la arista italiana de la montaña), Whymper hizo equipo con Lord Francis Douglas y los dos guías de Zermatt, Peter Taugwalder padre e hijo. Al final, esta partida decidió compartir el intento en su objetivo común de la arista Hörnli con Croz y Hudson, a quienes se les había unido el protegido de Hudson, el joven, inexperto y mal calzado Douglas Hadow. 
Después de que este grupo de siete lograran coronar con éxito el Cervino el 14 de julio de 1865, el orden en la cuerda durante el descenso era Croz primero, seguido por Hadow, luego Hudson, Douglas, el viejo Peter Taugwalder y Whymper, con el joven Peter Taugwalder llevando la cola. Según Claire Engel, 

A cada paso [del descenso] Croz tenía que asegurar los pies de Hadow, y para hacerlo tenía que dejar a un lado su piolet de manera que no tenía nada para apoyarse. De repente, mientras Croz se estaba volviendo para seguir el descenso, después de haber asegurado a Hadow, éste resbaló y sus dos pies golpearon a Croz en la espalda. El guía perdió el pie y cayó de cabeza por la empinada ladera, arrastrando al chico con él. Hudson fue después, luego Douglas; ninguno tuvo tiempo de reaccionar...

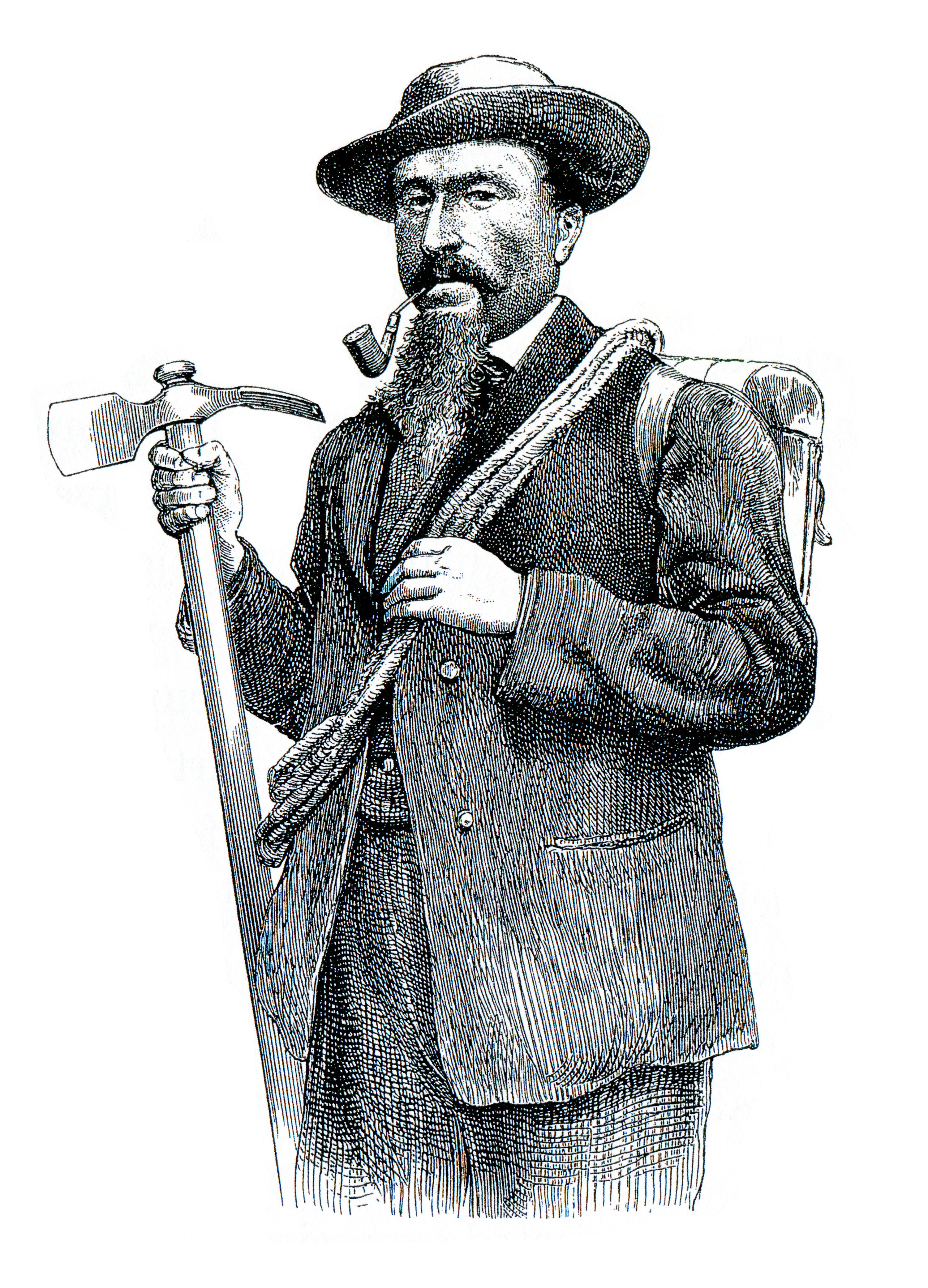
Michel Croz, en un grabado de Whymper (1865).

La cuerda (una antigua, fina y gastada línea) entre Douglas y el viejo Peter Taugwalder se rompió, salvando a los otros tres miembros del grupo – Taugwalder padre e hijo, y Whymper. El cuerpo de Croz, junto con los de Hudson y Hadow (pero no Douglas), fueron recuperados del glaciar del Cervino. Croz fue enterrado en el lado sur del cementerio de Zermatt, en el lado opuesto a las tumbas de Hudson y Hadow. Whymper escribió: 'La inscripción que colocaron en su tumba fielmente señala que él fue amado por sus camaradas y estimado por los viajeros.' Whymper posteriormente 'proveyó un fondo para la viuda de Croz y se encargó, más tarde, de que hubiera un adecuado memorial para el hombre que había sido, a pesar de diferencias ocasionales, sin duda alguna su guía favorito.'

## Primeras ascensiones
- Grande Casse con William Mathews y E. Favre el 8 de agosto de 1860.
- Cástor con F. W. Jacomb y William Mathews el 23 de agosto de 1861.
- Monte Viso con F. W. Jacomb y William Mathews el 30 de agosto de 1861.
- Barre des Écrins con A. W. Moore, Horace Walker, Edward Whymper, Christian Almer el viejo y Christian Almer el joven el 25 de junio de 1864.
- Mont Dolent con A. Reilly, Edward Whymper, H. Charlet y M. Payot el 9 de julio de 1864.
- Aiguille d'Argentière con A. Reilly, Edward Whymper, H. Charlet y M. Payot el 15 de julio de 1864.
- Grand Cornier con Edward Whymper, Christian Almer y Franz Biner el 16 de junio de 1865.
- Punta Whymper en las Grandes Jorasses con Edward Whymper, Christian Almer y Franz Biner el 24 de junio de 1865.
- Arista Moine de la Aiguille Verte (segunda ascensión de la montaña) con Charles Hudson y T. S. Kennedy en julio de 1865.
- Cervino con Lord Frederick Douglas, Douglas Hadow, Charles Hudson, Edward Whymper, Peter Taugwalder padre e hijo el 14 de julio de 1865.

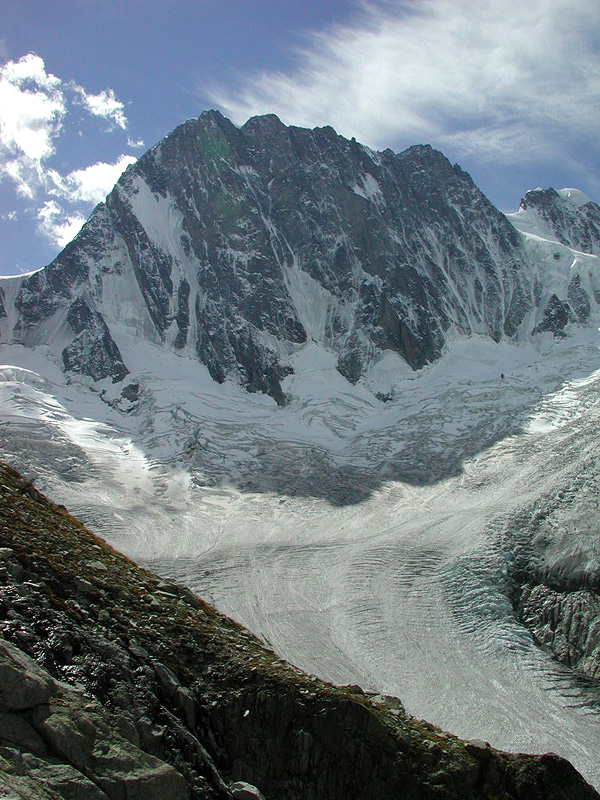
Las Grandes Jorasses. Punta Walker, Punta Whymper y Punta Croz (de izquierda a derecha). El espolón Croz es el contrafuerte (centro a la derecha) en la cara norte que lleva a la Punta Croz.

## Conmemoración
La Punta Croz (4.110 m), una cima de las Grandes Jorasses, recibió su nombre por él. Fue ascendida por vez primera en 1909, "probablemente" por Eleonore Hasenclever, Wilhelm Klemm, Felix König y Richard Weitzenböck. La cima da su nombre al Espolón Croz (en francés, l'éperon Croz), un gran contrafuerte en la cara norte de la montaña, una de las grandes caras norte de los Alpes. Este contrafuerte lo subieron por vez primera Martin Meier y Rudolf Peters el 28 y 29 de junio de 1935.
Croz es recordado en Chamonix con la avenue Michel Croz, una ajetreada vía pública que cruza el río Arve en el centro de la ciudad. Uno de los edificios más antiguos de Chamonix, la Salle Michel Croz, de madera, se quemó en un incendio el 15 de febrero de 1999.